# Джон Річард Бойд
Джон Річард Бойд (23 січня 1927 — 9 березня 1997) — пілот винищувача ВПС США та консультант Пентагону в другій половині XX століття. Його теорії мали великий вплив на стратегії та планування військових, бізнесових та судових справ.
Будучи частиною Fighter Mafia, Бойд надихнув програму Lightweight Fighter (LWF), яка створила General Dynamics F-16 Fighting Falcon і передувала McDonnell Douglas F/A-18 Hornet. Бойд разом із Томасом Крісті створив теорію енергетичної маневреності повітряного бою, яка стала світовим стандартом у проектуванні винищувачів. Він також розробив цикл прийняття рішень, відомий як цикл СОРД, процес, за допомогою якого суб'єкт реагує на подію.